# 北京市通州区人力资源和社会保障局
39°53′31″N 116°39′48″E / 39.89187°N 116.66336°E
北京市通州区人力资源和社会保障局是北京市通州区人民政府的一个部门。

## 领导
2021年2月，本机构的领导为：
- 房亚军：区人力社保局党组书记、局长、二级巡视员。工作分工：主持区人力社保局党组全面工作。抓好本单位领导班子思想、作风建设；主持召开党组会、建立健全党组各项规章制度；充分发挥党组的领导核心作用；抓好干部队伍建设。负责区人力社保局行政工作。研究提出并认真落实本区人力社保中长期规划及专项规划；主持制定行政工作制度，不断优化政务环境；定期研究、分析面临形势和重点任务；认真抓好区委、区政府交办的各项工作任务
- 张立华：区人力社保局党组副书记、副局长、三级调研员。工作分工：负责党的建设及全面从严治党、精神文明建设、信息宣传等工作；抓好干部队伍管理、机关综合管理、财务管理和基金监督；抓好12345市民热线、接诉即办专班等工作。分管局办公室（规划统计科）、财务和社会保险基金监督科、人事科、团委、工会
- 李军：区人力社保局党组成员、副局长、一级调研员。工作分工：负责全区城乡统筹就业的组织机构建设、就业政策制定、人力资源市场网络平台建设,服务体系完善和社会化退休人员管理，职业技能培训、鉴定等工作。分管就业和人力资源市场科、职业能力建设科、劳服中心、人力资源公共服务中心、职业技能指导中心、职业技能鉴定管理中心
- 李建国：区人力社保局党组委员、副局长、三级调研员。工作分工：负责全区劳动关系调整、工伤保险政策实施和劳动能力鉴定、劳动人事争议仲裁、劳动监察等工作。负责中国北京人力资源服务产业园区通州园运营、管理与服务等工作；分管劳动关系科（调解仲裁科）、工伤保险科、劳动人事争议仲裁院、劳动能力鉴定中心、劳动保障监察队
- 林广星：区人力社保局党组成员、副局长、三级调研员。工作分工：负责全区事业单位人事管理及专业技术人员管理、调配、人事考试、大学生村官选聘，知青及其子女返城、身份认定；负责积分落户相关工作；负责博士后工作的管理、指导和监督；负责评比表彰的综合管理工作；负责按法定程序办理区政府授权管理的领导人员任免手续；负责政府聘用人员管理；负责信访、法制、行风效能及优化营商环境等工作。分管法制科（行政审批科）、事业单位人事管理科（专业技术人员管理科）、人事考试中心、村官事务中心、政府聘用人员事务中心
- 王文全：社会保险事业管理中心主任、三级调研员。工作分工：负责贯彻执行国家及本市的各项社会保障政策、法规，制定本区工作方案及操作办法并加以实施；负责社会保险基金管理工作，经办社会保险事务，为参保人员提供政策咨询、权益登记和其他社会保险服务；协助局长管理全区机关事业单位人员工资福利与退休，养老保险等工作；分管社会保险事业管理中心、并协助局长管理养老保险科、工资福利与退休科
- 赵海和：区人力资源公共服务中心主任。工作分工：负责贯彻执行有关就业政策和人才政策，负责对本区所有劳动者提供公益性就业服务，对大中专毕业生、农村转移劳动者等重点群体提供专业就业服务，为用人单位提供招聘服务，承担流动人员人事档案管理等相关服务

## 机构设置
2021年2月，本机构下设：
- 财务和社会保险基金监督科
- 就业和人力资源市场科（失业保险科）
- 人事科
- 工伤保险科
- 法制科（行政审批科）
- 劳动关系科（调解仲裁科）
- 职业能力建设科
- 事业单位人事管理科（专业技术人员管理科）
- 办公室（规划统计科）
- 工资福利与退休科
- 养老保险科
- 北京市通州区劳动能力鉴定中心
- 北京市通州区人力资源公共服务中心
- 北京市通州区引导鼓励高校毕业生到农村基层工作事务中心
- 北京市通州区人事考试中心
- 通州区劳动人事争议仲裁院
- 北京市通州区职业技能鉴定管理中心
- 北京市通州区职业技能指导中心
- 通州区劳动保障监察队
- 北京市通州区劳动服务管理中心
- 北京市通州区社会保险事业管理中心